# 🇻🇬
🇻🇬 is een Unicode vlagsequentie emoji die gebruikt wordt als regionale indicator voor Britse Maagdeneilanden. De meest gebruikelijke weergave is die van de vlag van Britse Maagdeneilanden, maar op sommige platforms (waaronder Microsoft Windows) ziet men de letters VG.
De vlagsequentie is opgebouwd uit de combinatie van de Regional Indicator Symbols 🇻 (U+1F1FB) en 🇬 (U+1F1EC), tezamen de ISO 3166-1 alpha-2 code VG voor Britse Maagdeneilanden vormend.
Deze emoji is in 2010 geïntroduceerd met de Unicode 6.0-standaard.

## Gebruik

De landsvlag van Britse Maagdeneilanden

Deze emoji wordt gebruikt als regionale aanduiding van Britse Maagdeneilanden.

## Codering

De Twemoji-implementatie

### Unicode
In Unicode vindt men de 🇻🇬 met de codesequentie U+1F1FB U+1F1EC (hex).

### Shortcode
Er zijn shortcodes  voor 🇻🇬; in Github kan deze opgeroepen worden met :british virgin islands:,  in Slack kan het karakter worden opgeroepen met de code :flag-vg:.